# Evasterias echinosoma
Evasterias echinosoma is een zeester uit de familie Asteriidae.
De wetenschappelijke naam van de soort werd in 1926 gepubliceerd door Walter Kenrick Fisher.